# Ferida
Ferida je  žensko osebno ime.

## Izvor imena
Ime Ferida je različica moškega osebnega imena Ferid.

## Pogostost imena
Po podatkih Statističnega urada Republike Slovenije je bilo na dan 31. decembra 2007 v Sloveniji število ženskih oseb z imenom Ferida: 118.